# Железняк, Ярослав Иванович
Ярослав Иванович Железняк (укр. Железняк Ярослав Іванович) — украинский экономист, с 2017 года — советник премьер-министра Украины Владимира Гройсмана по парламентским вопросам, преподаватель в Киевской школе экономики. Народный депутат Украины IX созыва от партии «Голос».

## Биография
Ярослав Железняк родился 20 октября 1989 года в Мариуполе Донецкой области.
В 2009 году учился в Институте права Верховной Рады Украины.
В 2013 году окончил Институт международных отношений Киевского национального университета имени Тараса Шевченко. Специальность «Международный бизнес», магистр.
С 2009 по 2014 год работал старшим советником по вопросам правительства в компании Kesarev Consulting.
2014—2015 — советник по вопросам правительства в компании Anheuser-Busch Inbev.
Преподает в Киевской школе экономики, является руководителем ОО «Агентство инновационной демократии» и соучредителем проекта PolitEyes.

## Политическая деятельность
В 8 созыве Верховной Рады был помощником-консультантом на общественных заседаниях народного депутата от партии «Самопомощь» Виктории Пташник, в 6 созыве выполнял аналогичную роль у нардепа от Партии регионов Алексея Плотникова.
С 2015 года работал советником по вопросам правительства и парламентских отношений министра экономического развития и торговли Украины Айвараса Абромавичюс.
С 2016 — советник в составе стратегической консультативной группы по поддержке реформ в Украине (SAGSUR), а с 2017-го — советник премьер-министра по парламентским отношениям.
В 2019 году победил на парламентских выборах от партии «Голос» (№ 4 в списке). Руководитель отдела законотворческой работы партии «Голос». Проживает в Киеве.
Заместитель председателя депутатской фракции партии «Голос». Первый заместитель председателя Комитета по вопросам финансов, налоговой и таможенной политики. Член постоянной делегации Национальной парламентской группы в Межпарламентском Союзе. Сопредседатель группы по межпарламентским связям с Японией.
Сопредседатель группы по межпарламентским связям с Австралией.
В августе 2022 депутат сообщил о том что правительство уже сейчас готовит законопроект о дополнительном налоге в размере 10 % на все импортные товары и услуги. Здесь стоит отметить, что выбрана концепция не дополнительных импортных пошлин, а введение 10 % сбора на валютообменные операции для покупки импортных, всех импортных товаров и услуг.
1 мая 2025 года депутат распространил текст Соглашения между Правительством США и Правительством Украины о создании Американо-украинского инвестиционного фонда восстановления (Сделки по полезным ископаемым).